# Torneo Clausura 2024 Liga Prom
El Torneo Clausura 2024, oficialmente llamado por motivo de patrocinio Liga Prom Tigo Clausura 2024, será la octava edición de la  segunda división panameña y es el final de la temporada 2024. 
El partido inaugural del torneo se dio entre el campeón defensor, el Sporting SM II contra las Águilas de la U, cuyo marcador finalizó 2-0 para los locales. El encuentro tuvo sede en el Estadio de Los Andes. La final la disputaron el CD Plaza Amador II contra el San Francisco FC II, finalizando con marcador de 2-1, en el Yappy Park. El Plaza Amador II se consagró campeón por primera vez. Sporting SM II no pudo retener su primer título obtenido en el Apertura 2024.

## Novedades
- CIEX Sports Academy cambió de nombre al de Club Internacional de Fútbol Panamá.[3]

## Sistema de competición
El torneo de la Liga Prom Tigo Clausura 2024 está conformado en dos partes:
- Fase de calificación: Se integra por dos conferencias, divididas en dos zonas (norte y sur) y desarrollada por 10 jornadas respectivamente dentro de su grupo y 6 jornadas entre zonas (norte vs sur).
- Fase final: Se integra por los partidos de cuartos de final, semifinales y la gran final.

### Fase de clasificación
En la fase de clasificación se observa el sistema de puntos. La ubicación en la tabla general está sujeta a lo siguiente:
- Por juego ganado se obtendrán tres puntos.
- Por juego empatado se obtendrá un punto.
- Por juego perdido no se otorgan puntos.

En esta fase participan los 24 clubes de la Liga Prom jugando en dos grupos llamados conferencias durante las 10 jornadas respectivas.

### Fase Final
En la fase final se observa el sistema de eliminación directa. Los ocho mejores clubes ubicados en la tabla de posiciones avanzan a esta ronda, disputada de la siguiente manera: 
Ronda Finales de Conferencias:
- Semifinales de Conferencia Este:

Llave I: 1° (Zona Norte - Este) vs. 2° (Zona Sur - Este)
Llave II: 1° (Zona Sur - Este) vs. 2° (Zona Norte - Este)
- Semifinales de Conferencia Oeste:

Llave I: 1° (Zona Norte - Oeste) vs. 2° (Zona Sur - Oeste)
Llave II: 1° (Zona Sur - Oeste) vs. 2° (Zona Norte - Oeste)
Finales de Conferencia:
- Conferencia Este:

Ganador Llave I vs. Ganador Llave II
- Conferencia Oeste:

Ganador Llave I vs. Ganador Llave II
Gran Final:
Ganador Conferencia Este vs. Ganador Conferencia Oeste

## Equipos participantes

### Equipos por provincia
| N.° | Provincia      | Equipos |
| --- | -------------- | --- |
| 12  | Panamá         | Águilas de la U, Alianza F. C. II, C. D. del Este II, C. D. Plaza Amador II, Panamá City FC, San Martín F. C., S. D. Atlético Nacional, Sporting S. M. II, Tauro F. C. II, UDELAS F. C., UMECIT F. C. II y Inter Panamá C. F. |
| 3   | Panamá Oeste   | C. A. Independiente II, San Francisco F. C. II y Academia Costa del Este |
| 2   | Colón          | Academy Champions FC y Deportivo Árabe Unido II |
| 2   | Coclé          | Unión Coclé F. C. y Universidad Latina |
| 1   | Chiriquí       | Mario Méndez F. C. |
| 1   | Bocas del Toro | C. D. Bocas F. C. |
| 1   | Herrera        | Herrera F. C. "B" |
| 1   | Los Santos     | Los Santos F. C. |
| 1   | Veraguas       | Veraguas United F. C. II |

### Información de los equipos participantes
| Equipo                    | Entrenador       | Ciudad               | Estadio                      | Capacidad | Patrocinador                                                       | Kit          |
| ------------------------- | ---------------- | -------------------- | ---------------------------- | --------- | ------------------------------------------------------------------ | ------------ |
| Academia Costa del Este   | Jorge Torres     | Capira               | Agustín 'Muquita' Sánchez    | 3 000     | 3 patrocinadores Global Bank Rodelag Empresas Bern                 | M            |
| Academy Champions FC      | Rubén Chávez     | Ciudad de Colón      | Armando Dely Valdés          | 1 121     | SSA Marine MIT                                                     | Bandera de ? |
| Águilas de la U           | Ariel Bonilla    | Ciudad de Panamá     | Luis 'Cascarita' Tapia (*)   | 900       | 2 patrocinadores GAMALAB Poin Panamá                               | Bandera de ? |
| Alianza F. C. II          | Dayron Montesino | Juan Díaz            | Luis 'Cascarita' Tapia       | 900       | 2 patrocinadores ShowTime Clinilab Panamá                          | Keuka        |
| C. A. Independiente II    | Alberto Blanco   | La Chorrera          | Agustín 'Muquita' Sánchez    | 3 000     | 2 patrocinadores Altos De La Pradera Gulf                          | Everlast     |
| C. D. Bocas F. C.         | Jonathan Meza    | El Empalme           | Edson Arantes Do Nascimiento | 1 200     | 2 patrocinadores Colón 2000 Petrocar                               | Adidas       |
| Potros del Este II        | Guido Goldstein  | Pacora               | Javier Cruz García           | 700       | 2 patrocinadoresThomas Jefferson School Uniworld Air Cargo         | Keuka        |
| C. D. Plaza Amador II     | Mike Stump       | El Chorrillo         | COS Sports Plaza             | 1 100     | Sportium                                                           | Keuka        |
| Deportivo Árabe Unido II  | Alfonso de Moya  | Ciudad de Colón      | Armando Dely Valdés          | 1 121     | 3 patrocinadores AguAseo Kendall Motor Oil Ticket More             | Kelme        |
| Herrera F. C. II          | Julio Moreno     | Chitré               | Los Milagros                 | 1 000     | Varela Hermanos S.A.                                               | JerseyBird   |
| Inter Panamá CF           | Jonathan Parra   | Ciudad de Panamá     | Eagles Stadium               | 700       | Panacredit                                                         | Puma         |
| Los Santos F. C.          | José González    | Los Santos           | París                        | 300       |                                                                    | Spieler      |
| Mario Méndez F. C.        | Luis Miranda     | Ciudad de David      | San Cristóbal                | 2 890     | 2 patrocinadores Café Don Tino Sansón                              | Valor        |
| Panama City F. C.         | Freddy Romero    | Ciudad de Panamá     | Yappy Park                   | 1 000     | KFC                                                                | Adidas       |
| San Francisco F. C. II    | Jorge Santos     | La Chorrera          | Agustín 'Muquita' Sánchez    | 3 000     | Cevaxin                                                            | FBSports     |
| San Martín F. C.          | Gregorio Lezama  | San Martín           | Luis 'Cascarita' Tapia       | 900       | AIF                                                                |              |
| S. D. Atlético Nacional   | Gustavo Ávila    | Ciudad de Panamá     | Maracaná (*)                 | 5 500     | 2 patrocinadores TERMOPANEL Zona Libre de Colón                    | Adidas       |
| Sporting San Miguelito II | César Aguilar    | San Miguelito        | Los Andes                    | 1 145     | Sparkle Power S.A.                                                 | Spirits      |
| Tauro F. C. II            | Fernando Baloy   | Pedregal             | Luis 'Cascarita' Tapia       | 900       | 3 patrocinadores Terpel Aceti-Oxígeno,S.A Pinky Aceite Vegetal     | Patrick      |
| UDELAS F. C.              | Jayro Benavides  | Ciudad de Panamá     | Javier Cruz                  | 700       | 2 patrocinadores UDELAS PROMED                                     | Tilka        |
| UMECIT F. C. II           | Javier Torres    | San Miguelito        | Campo Futuras Promesas       | 300       | UMECIT                                                             | Bandera de ? |
| Unión Coclé F. C.         | Juan Ramírez     | Penonomé             | Virgilio Tejeira             | 900       | First Quantum Minerals                                             | Avalos       |
| Universidad Latina        | José Torres      | Penonomé             | Virgilio Tejeira             | 900       | 3 patrocinadores Universidad Latina The Oxford School Banco LAFISE | Bandera de ? |
| Veraguas United F. C. II  | Marcos Pimentel  | Santiago de Veraguas | Rafael Rodríguez             | 500       | 2 patrocinadores Super Carnes La Parmigiana                        | WOLF         |

- Nota: (*) Estos estadios fueron utilizados temporalmente por estos equipos.

### Cambios de entrenadores
| Equipo                | Entrenador saliente | Fecha de salida          | Reemplazado por | Fecha de llegada         |
| --------------------- | ------------------- | ------------------------ | --------------- | ------------------------ |
| Herrera FC II         | Felipe Núñez        | 31 de agosto de 2024     | Julio Moreno    | 1 de septiembre de 2024  |
| Veraguas United FC II | Manuel Espinosa     | 19 de septiembre de 2024 | Marcos Pimentel | 20 de septiembre de 2024 |

## Conferencia Este

### Clasificación

#### Zona Norte
| Pos. | Equipo                    | Pts. | PJ | G | E | P | GF | GC | Dif. | Notas                                    |
| ---- | ------------------------- | ---- | -- | - | - | - | -- | -- | ---- | ---------------------------------------- |
| 1    | Sporting San Miguelito II | 31   | 16 | 9 | 4 | 3 | 23 | 14 | +9   | Acceso a las semifinales de conferencia. |
| 2    | Umecit F. C. Promesas     | 30   | 16 | 9 | 3 | 4 | 31 | 24 | +7   | Acceso a las semifinales de conferencia. |
| 3    | Academy Champions F. C.   | 27   | 16 | 8 | 3 | 5 | 26 | 15 | +11  |                                          |
| 4    | Deportivo Árabe Unido II  | 27   | 16 | 8 | 3 | 5 | 21 | 19 | +2   |                                          |
| 5    | Inter Panamá C. F.        | 20   | 16 | 5 | 5 | 6 | 18 | 20 | −2   |                                          |
| 6    | Águilas de la U           | 16   | 16 | 4 | 4 | 8 | 20 | 24 | −4   | Último lugar.                            |

Actualizado a los partidos jugados el 1 de noviembre de 2024.
 Fuente: Liga Prom, Soccerway.
Notas:
1. ↑  El partido contra el Academy Champions FC le fue dado por perdido 3 a 0 por incumplir el reglamento, artículo 47 (alineación indebida).
2. ↑  El partido contra el UMECIT FC Promesas le fue dado por ganado 3 a 0 por incumplir el reglamento, artículo 47 (alineación indebida).

#### Zona Sur
| Pos. | Equipo                | Pts. | PJ | G | E | P  | GF | GC | Dif. | Notas                                    |
| ---- | --------------------- | ---- | -- | - | - | -- | -- | -- | ---- | ---------------------------------------- |
| 1    | C. D. Plaza Amador II | 31   | 16 | 9 | 4 | 3  | 38 | 19 | +19  | Acceso a las semifinales de conferencia. |
| 2    | Tauro F. C. II        | 29   | 16 | 8 | 5 | 3  | 26 | 20 | +6   | Acceso a las semifinales de conferencia. |
| 3    | Panama City F. C.     | 24   | 16 | 6 | 6 | 4  | 23 | 17 | +6   |                                          |
| 4    | Alianza F. C. II      | 12   | 16 | 2 | 6 | 8  | 22 | 33 | −11  |                                          |
| 5    | San Martín F. C.      | 11   | 16 | 2 | 5 | 9  | 21 | 33 | −12  |                                          |
| 6    | Potros del Este II    | 4    | 16 | 0 | 4 | 12 | 6  | 37 | −31  | Último lugar.                            |

Actualizado a los partidos jugados el 1 de noviembre de 2024.
 Fuente: Liga Prom, Soccerway.

### Resultados
- Los horarios son correspondientes al tiempo de Ciudad de Panamá (UTC-5).
- Puedes mirar el calendario completo aquí.

| Jornada 1            | Jornada 1 | Jornada 1          | Jornada 1                    | Jornada 1   | Jornada 1 | Jornada 1 | Jornada 1 | Jornada 1 | Jornada 1 |
| -------------------- | --------- | ------------------ | ---------------------------- | ----------- | --------- | --------- | --------- | --------- | --------- |
| Zona Norte           |           |                    |                              |             |           |           |           |           |           |
| Local                | Resultado | Visitante          | Estadio                      | Fecha       | Hora      | TV        |           |           |           |
| Sporting SM II       | 2 - 0     | Águilas de la U    | Los Andes                    | 18 de julio | 20:00     |           |           |           |           |
| Champions Academy FC | 1 - 0     | Inter Panamá CF    | Armando Dely Valdés          | 20 de julio | 14:00     |           |           |           |           |
| CD Árabe Unido II    | 2 - 4     | Umecit FC II       | Armando Dely Valdés          | 21 de julio | 14:00     |           |           |           |           |
| Zona Sur             |           |                    |                              |             |           |           |           |           |           |
| Local                | Resultado | Visitante          | Estadio                      | Fecha       | Hora      | TV        |           |           |           |
| CD Plaza Amador II   | 1 - 1     | Tauro FC II        | COS Sports Plaza             | 20 de julio | 09:00     |           |           |           |           |
| Alianza FC II        | 2 - 2     | Potros del Este II | Luis Ernesto Cascarita Tapia | 20 de julio | 16:00     |           |           |           |           |
| Panamá City FC       | 1 - 0     | San Martín FC      | Yappy Park                   | 20 de julio | 17:00     |           |           |           |           |
| Total de goles: 16   |           |                    |                              |             |           |           |           |           |           |

| Jornada 2            | Jornada 2 | Jornada 2          | Jornada 2            | Jornada 2   | Jornada 2 | Jornada 2 | Jornada 2 | Jornada 2 | Jornada 2 |
| -------------------- | --------- | ------------------ | -------------------- | ----------- | --------- | --------- | --------- | --------- | --------- |
| Zona Norte           |           |                    |                      |             |           |           |           |           |           |
| Local                | Resultado | Visitante          | Estadio              | Fecha       | Hora      | TV        |           |           |           |
| Águilas de la U      | 3 - 1     | CD Árabe Unido II  | Javier Cruz          | 26 de julio | 20:00     |           |           |           |           |
| Champions Academy FC | 2 - 0     | Sporting SM II     | Armando Dely Valdés  | 27 de julio | 14:00     |           |           |           |           |
| Umecit FC II         | 1 - 0     | Inter Panamá CF    | Futuras Promesas     | 28 de julio | 14:00     |           |           |           |           |
| Zona Sur             |           |                    |                      |             |           |           |           |           |           |
| Local                | Resultado | Visitante          | Estadio              | Fecha       | Hora      | TV        |           |           |           |
| San Martin FC        | 1 - 3     | CD Plaza Amador II | COS Sports Plaza     | 26 de julio | 09:00     |           |           |           |           |
| Alianza FC II        | 1 - 1     | Panamá City FC     | Luis Cascarita Tapia | 27 de julio | 16:00     |           |           |           |           |
| Potros del Este II   | 2 - 2     | Tauro FC II        | Luis Cascarita Tapia | 29 de julio | 16:00     |           |           |           |           |
| Total de goles: 17   |           |                    |                      |             |           |           |           |           |           |

| Jornada 3            | Jornada 3 | Jornada 3          | Jornada 3            | Jornada 3   | Jornada 3 | Jornada 3 | Jornada 3 | Jornada 3 | Jornada 3 |
| -------------------- | --------- | ------------------ | -------------------- | ----------- | --------- | --------- | --------- | --------- | --------- |
| Zona Norte           |           |                    |                      |             |           |           |           |           |           |
| Local                | Resultado | Visitante          | Estadio              | Fecha       | Hora      | TV        |           |           |           |
| Sporting SM II       | 0 - 0     | CD Árabe Unido II  | Los Andes            | 2 de agosto | 17:00     |           |           |           |           |
| Inter Panamá CF      | 1 - 0     | Águilas de la U    | Eagles Stadium       | 3 de agosto | 09:00     |           |           |           |           |
| Champions Academy FC | 3 - 0     | UMECIT FC II       | Armando Dely Valdes  | 3 de agosto | 14:00     |           |           |           |           |
| Zona Sur             |           |                    |                      |             |           |           |           |           |           |
| Local                | Resultado | Visitante          | Estadio              | Fecha       | Hora      | TV        |           |           |           |
| CD Plaza Amador II   | 3 - 2     | Alianza FC II      | COS Sports Plaza     | 3 de agosto | 09:00     |           |           |           |           |
| Tauro FC II          | 3 - 3     | San Martin FC      | Luis Cascarita Tapia | 3 de agosto | 16:00     |           |           |           |           |
| Panamá City FC       | 0 - 0     | Potros del Este II | Yappy Park           | 3 de agosto | 19:00     |           |           |           |           |
| Total de goles: 16   |           |                    |                      |             |           |           |           |           |           |

| Jornada 4          | Jornada 4 | Jornada 4            | Jornada 4                    | Jornada 4    | Jornada 4 | Jornada 4 | Jornada 4 | Jornada 4 | Jornada 4 |
| ------------------ | --------- | -------------------- | ---------------------------- | ------------ | --------- | --------- | --------- | --------- | --------- |
| Zona Norte         |           |                      |                              |              |           |           |           |           |           |
| Local              | Resultado | Visitante            | Estadio                      | Fecha        | Hora      | TV        |           |           |           |
| CD Árabe Unido II  | 0 - 0     | Champions Academy FC | Armando Dely Valdés          | 10 de agosto | 14:00     |           |           |           |           |
| Inter Panamá CF    | 1 - 1     | Sporting SM          | Eagles Stadium               | 10 de agosto | 20:00     |           |           |           |           |
| UMECIT FC II       | 2 - 0     | Águilas de la U      | Futuras Promesas             | 11 de agosto | 14:00     |           |           |           |           |
| Zona Sur           |           |                      |                              |              |           |           |           |           |           |
| Local              | Resultado | Visitante            | Estadio                      | Fecha        | Hora      | TV        |           |           |           |
| Potros del Este II | 0 - 3     | San Martin FC        | Luis Ernesto Cascarita Tapia | 9 de agosto  | 17:00     |           |           |           |           |
| CD Plaza Amador II | 1 - 3     | Panamá City FC       | COS Sports Plaza             | 10 de agosto | 09:00     |           |           |           |           |
| Tauro FC II        | 2 - 2     | Alianza FC II        | Luis Ernesto Cascarita Tapia | 10 de agosto | 16:00     |           |           |           |           |
| Total de goles: 15 |           |                      |                              |              |           |           |           |           |           |

| Jornada 5          | Jornada 5 | Jornada 5            | Jornada 5                    | Jornada 5    | Jornada 5 | Jornada 5 | Jornada 5 | Jornada 5 | Jornada 5 |
| ------------------ | --------- | -------------------- | ---------------------------- | ------------ | --------- | --------- | --------- | --------- | --------- |
| Zona Norte         |           |                      |                              |              |           |           |           |           |           |
| Local              | Resultado | Visitante            | Estadio                      | Fecha        | Hora      | TV        |           |           |           |
| CD Árabe Unido II  | 0 - 2     | Inter Panamá CF      | Armando Dely Valdés          | 17 de agosto | 14:00     |           |           |           |           |
| Águilas de la U    | 0 - 0     | Champions Academy FC | Javier Cruz                  | 17 de agosto | 16:00     |           |           |           |           |
| UMECIT FC II       | 4 - 1     | Sporting SM II       | Futuras Promesas             | 18 de agosto | 09:00     |           |           |           |           |
| Zona Sur           |           |                      |                              |              |           |           |           |           |           |
| Local              | Resultado | Visitante            | Estadio                      | Fecha        | Hora      | TV        |           |           |           |
| CD Plaza Amador II | 3 - 0     | Potros del Este II   | COS Sports Plaza             | 17 de agosto | 09:00     |           |           |           |           |
| San Martin FC      | 1 - 2     | Alianza FC II        | Luis Ernesto Cascarita Tapia | 17 de agosto | 17:00     |           |           |           |           |
| Panamá City FC     | 1 - 2     | Tauro FC FC II       | Yappy Park                   | 17 de agosto | 20:00     |           |           |           |           |
| Total de goles: 16 |           |                      |                              |              |           |           |           |           |           |

| Jornada 6            | Jornada 6 | Jornada 6          | Jornada 6                    | Jornada 6    | Jornada 6 | Jornada 6 | Jornada 6 | Jornada 6 | Jornada 6 |
| -------------------- | --------- | ------------------ | ---------------------------- | ------------ | --------- | --------- | --------- | --------- | --------- |
| Interzona            |           |                    |                              |              |           |           |           |           |           |
| Local                | Resultado | Visitante          | Estadio                      | Fecha        | Hora      | TV        |           |           |           |
| Sporting SM II       | 3 - 1     | San Martin FC      | Los Andes                    | 22 de agosto | 20:00     |           |           |           |           |
| Tauro FC II          | 1 - 2     | CD Árabe Unido II  | Luis Ernesto Cascarita Tapia | 23 de agosto | 20:00     |           |           |           |           |
| CD Plaza Amador II   | 3 - 1     | UMECIT FC II       | COS Sports Plaza             | 24 de agosto | 09:00     |           |           |           |           |
| Inter Panamá CF      | 0 - 0     | Panamá City FC     | Eagles Stadium               | 24 de agosto | 09:00     |           |           |           |           |
| Champions Academy FC | 3 - 0     | Alianza FC II      | Armando Dely Valdés          | 24 de agosto | 14:00     |           |           |           |           |
| Águilas de la U      | 3 - 0     | Potros del Este II | Javier Cruz                  | 25 de agosto | 09:00     |           |           |           |           |
| Total de goles: 17   |           |                    |                              |              |           |           |           |           |           |

| Jornada 7            | Jornada 7 | Jornada 7          | Jornada 7                    | Jornada 7       | Jornada 7 | Jornada 7 | Jornada 7 | Jornada 7 | Jornada 7 |
| -------------------- | --------- | ------------------ | ---------------------------- | --------------- | --------- | --------- | --------- | --------- | --------- |
| Interzona            |           |                    |                              |                 |           |           |           |           |           |
| Local                | Resultado | Visitante          | Estadio                      | Fecha           | Hora      | TV        |           |           |           |
| Potros del Este II   | 0 - 2     | Sporting SM II     | Luis Ernesto Cascarita Tapia | 30 de agosto    | 16:00     |           |           |           |           |
| Panamá City FC       | 1 - 0     | Águilas de la U    | Yappy Park                   | 30 de agosto    | 20:00     |           |           |           |           |
| CD Árabe Unido II    | 1 - 2     | CD Plaza Amador II | Armando Dely Valdés          | 31 de agosto    | 14:00     |           |           |           |           |
| Alianza FC II        | 0 - 0     | Inter Panamá CF    | Luis Ernesto Cascarita Tapia | 31 de agosto    | 17:00     |           |           |           |           |
| UMECIT FC II         | 2 - 2     | San Martin FC      | Futuras Promesas             | 1 de septiembre | 09:00     |           |           |           |           |
| Champions Academy FC | 0 - 1     | Tauro FC II        | Armando Dely Valdés          | 1 de septiembre | 14:00     |           |           |           |           |
| Total de goles: 11   |           |                    |                              |                 |           |           |           |           |           |

| Jornada 8          | Jornada 8 | Jornada 8            | Jornada 8                    | Jornada 8       | Jornada 8 | Jornada 8 | Jornada 8 | Jornada 8 | Jornada 8 |
| ------------------ | --------- | -------------------- | ---------------------------- | --------------- | --------- | --------- | --------- | --------- | --------- |
| Interzona          |           |                      |                              |                 |           |           |           |           |           |
| Local              | Resultado | Visitante            | Estadio                      | Fecha           | Hora      | TV        |           |           |           |
| Potros del Este II | 2 - 3     | Champions Academy FC | Luis Ernesto Cascarita Tapia | 5 de septiembre | 17:00     |           |           |           |           |
| Alianza FC II      | 0 - 2     | Sporting SM          | Luis Ernesto Cascarita Tapia | 6 de septiembre | 17:00     |           |           |           |           |
| Inter Panamá CF    | 1 - 0     | CD Plaza Amador II   | Eagles Stadium               | 7 de septiembre | 09:00     |           |           |           |           |
| CD Árabe Unido II  | 1 - 0     | San Martin FC        | Armando Dely Valdés          | 7 de septiembre | 14:00     |           |           |           |           |
| Águilas de la U    | 0 - 2     | Tauro FC II          | Javier Cruz                  | 7 de septiembre | 16:00     |           |           |           |           |
| UMECIT FC II       | 2 - 1     | Panamá City FC       | Futuras Promesas             | 8 de septiembre | 14:00     |           |           |           |           |
| Total de goles: 14 |           |                      |                              |                 |           |           |           |           |           |

| Jornada 9          | Jornada 9 | Jornada 9            | Jornada 9                    | Jornada 9        | Jornada 9 | Jornada 9 | Jornada 9 | Jornada 9 | Jornada 9 |
| ------------------ | --------- | -------------------- | ---------------------------- | ---------------- | --------- | --------- | --------- | --------- | --------- |
| Interzona          |           |                      |                              |                  |           |           |           |           |           |
| Local              | Resultado | Visitante            | Estadio                      | Fecha            | Hora      | TV        |           |           |           |
| Tauro FC II        | 1 - 0     | UMECIT FC II         | Luis Ernesto Cascarita Tapia | 13 de septiembre | 17:00     |           |           |           |           |
| Águilas de la U    | 2 - 1     | Alianza FC II        | Javier Cruz                  | 13 de septiembre | 20:00     |           |           |           |           |
| Panamá City FC     | 1 - 1     | CD Árabe Unido II    | Yappy Park                   | 13 de septiembre | 20:00     |           |           |           |           |
| CD Plaza Amador II | 1 - 1     | Sporting SM II       | COS Sports Plaza             | 14 de septiembre | 09:00     |           |           |           |           |
| Inter Panamá CF    | 4 - 0     | Potros del Este II   | Eagles Stadium               | 14 de septiembre | 09:00     |           |           |           |           |
| San Martin FC      | 2 - 3     | Champions Academy FC | Luis Ernesto Cascarita Tapia | 14 de septiembre | 17:00     |           |           |           |           |
| Total de goles: 17 |           |                      |                              |                  |           |           |           |           |           |

| Jornada 10           | Jornada 10 | Jornada 10         | Jornada 10                   | Jornada 10       | Jornada 10 | Jornada 10 | Jornada 10 | Jornada 10 | Jornada 10 |
| -------------------- | ---------- | ------------------ | ---------------------------- | ---------------- | ---------- | ---------- | ---------- | ---------- | ---------- |
| Interzona            |            |                    |                              |                  |            |            |            |            |            |
| Local                | Resultado  | Visitante          | Estadio                      | Fecha            | Hora       | TV         |            |            |            |
| Tauro FC II          | 2 - 3      | Inter Panamá CF    | Luis Ernesto Cascarita Tapia | 19 de septiembre | 20:00      |            |            |            |            |
| Sporting SM II       | 3 - 1      | Panamá City FC     | Los Andes                    | 20 de septiembre | 17:00      |            |            |            |            |
| Potros del Este II   | 0 - 0      | UMECIT FC II       | Luis Ernesto Cascarita Tapia | 20 de septiembre | 17:00      |            |            |            |            |
| Champions Academy FC | 3 - 0      | CD Plaza Amador II | Armando Dely Valdés          | 21 de septiembre | 16:00      |            |            |            |            |
| Alianza FC II        | 0 - 3      | CD Árabe Unido II  | Luis Ernesto Cascarita Tapia | 21 de septiembre | 16:00      |            |            |            |            |
| San Martin FC        | 3 - 3      | Águilas de la U    | Luis Ernesto Cascarita Tapia | 22 de septiembre | 16:00      |            |            |            |            |
| Total de goles: 21   |            |                    |                              |                  |            |            |            |            |            |

| Jornada 11         | Jornada 11 | Jornada 11           | Jornada 11                   | Jornada 11       | Jornada 11 | Jornada 11 | Jornada 11 | Jornada 11 | Jornada 11 |
| ------------------ | ---------- | -------------------- | ---------------------------- | ---------------- | ---------- | ---------- | ---------- | ---------- | ---------- |
| Interzona          |            |                      |                              |                  |            |            |            |            |            |
| Local              | Resultado  | Visitante            | Estadio                      | Fecha            | Hora       | TV         |            |            |            |
| San Martin FC      | 1 - 1      | Inter Panamá CF      | Luis Ernesto Cascarita Tapia | 26 de septiembre | 20:00      |            |            |            |            |
| CD Plaza Amador II | 6 - 2      | Águilas de la U      | COS Sports Plaza             | 27 de septiembre | 09:00      |            |            |            |            |
| Alianza FC II      | 3 - 5      | UMECIT FC II         | Luis Ernesto Cascarita Tapia | 27 de septiembre | 17:00      |            |            |            |            |
| Panamá City FC     | 3 - 1      | Champions Academy FC | Yappy Park                   | 27 de septiembre | 20:00      |            |            |            |            |
| CD Árabe Unido II  | 1 - 0      | Potros del Este II   | Armando Dely Valdés          | 28 de septiembre | 16:00      |            |            |            |            |
| Tauro FC II        | 1 - 3      | Sporting SM II       | Luis Ernesto Cascarita Tapia | 28 de septiembre | 16:00      |            |            |            |            |
| Total de goles: 27 |            |                      |                              |                  |            |            |            |            |            |

| Jornada 12         | Jornada 12 | Jornada 12           | Jornada 12                   | Jornada 12   | Jornada 12 | Jornada 12 | Jornada 12 | Jornada 12 | Jornada 12 |
| ------------------ | ---------- | -------------------- | ---------------------------- | ------------ | ---------- | ---------- | ---------- | ---------- | ---------- |
| Zona Norte         |            |                      |                              |              |            |            |            |            |            |
| Local              | Resultado  | Visitante            | Estadio                      | Fecha        | Hora       | TV         |            |            |            |
| Águilas de la U    | 1 - 1      | Sporting SM II       | Javier Cruz                  | 4 de octubre | 20:00      |            |            |            |            |
| Inter Panamá CF    | 0 - 3      | Champions Academy FC | Eagles Stadium               | 5 de octubre | 09:00      |            |            |            |            |
| Umecit FC II       | 3 - 2      | CD Árabe Unido II    | Futuras Promesas             | 6 de octubre | 14:00      |            |            |            |            |
| Zona Sur           |            |                      |                              |              |            |            |            |            |            |
| Local              | Resultado  | Visitante            | Estadio                      | Fecha        | Hora       | TV         |            |            |            |
| Potros del Este II | 0 - 3      | Alianza FC II        | Luis Ernesto Cascarita Tapia | 3 de octubre | 17:00      |            |            |            |            |
| Tauro FC II        | 1 - 1      | CD Plaza Amador II   | Luis Ernesto Cascarita Tapia | 4 de octubre | 17:00      |            |            |            |            |
| San Martín FC      | 1 - 4      | Panamá City FC       | Luis Ernesto Cascarita Tapia | 5 de octubre | 17:00      |            |            |            |            |
| Total de goles: 20 |            |                      |                              |              |            |            |            |            |            |

| Jornada 13           | Jornada 13 | Jornada 13         | Jornada 13                   | Jornada 13    | Jornada 13 | Jornada 13 | Jornada 13 | Jornada 13 | Jornada 13 |
| -------------------- | ---------- | ------------------ | ---------------------------- | ------------- | ---------- | ---------- | ---------- | ---------- | ---------- |
| Zona Norte           |            |                    |                              |               |            |            |            |            |            |
| Local                | Resultado  | Visitante          | Estadio                      | Fecha         | Hora       | TV         |            |            |            |
| Champions Academy FC | 1 - 2      | CD Árabe Unido II  | Armando Dely Valdés          | 12 de octubre | 14:00      |            |            |            |            |
| Águilas de la U      | 1 - 2      | Umecit FC II       | Javier Cruz                  | 12 de octubre | 16:00      |            |            |            |            |
| Sporting SM II       | 1 - 0      | Inter Panamá CF    | Los Andes                    | 12 de octubre | 16:00      |            |            |            |            |
| Zona Sur             |            |                    |                              |               |            |            |            |            |            |
| Local                | Resultado  | Visitante          | Estadio                      | Fecha         | Hora       | TV         |            |            |            |
| Alianza FC II        | 2 - 3      | Tauro FC II        | Luis Ernesto Cascarita Tapia | 11 de octubre | 17:00      |            |            |            |            |
| Panamá City FC       | 1 - 1      | CD Plaza Amador II | Yappy Park                   | 11 de octubre | 20:00      |            |            |            |            |
| San Martín FC        | 1 - 0      | Potros del Este    | Luis Ernesto Cascarita Tapia | 12 de octubre | 17:00      |            |            |            |            |
| Total de goles: 15   |            |                    |                              |               |            |            |            |            |            |

| Jornada 14         | Jornada 14 | Jornada 14           | Jornada 14                   | Jornada 14    | Jornada 14 | Jornada 14 | Jornada 14 | Jornada 14 | Jornada 14 |
| ------------------ | ---------- | -------------------- | ---------------------------- | ------------- | ---------- | ---------- | ---------- | ---------- | ---------- |
| Zona Norte         |            |                      |                              |               |            |            |            |            |            |
| Local              | Resultado  | Visitante            | Estadio                      | Fecha         | Hora       | TV         |            |            |            |
| Sporting SM II     | 2 - 1      | Champions Academy FC | Los Andes                    | 18 de octubre | 17:00      |            |            |            |            |
| Inter Panamá CF    | 3 - 3      | Umecit FC II         | Eagles Stadium               | 19 de octubre | 09:00      |            |            |            |            |
| CD Árabe Unido II  | 1 - 0      | Águilas de la U      | Armando Dely Valdés          | 19 de octubre | 16:00      |            |            |            |            |
| Zona Sur           |            |                      |                              |               |            |            |            |            |            |
| Local              | Resultado  | Visitante            | Estadio                      | Fecha         | Hora       | TV         |            |            |            |
| Tauro FC II        | 1 - 0      | Potros del Este II   | Luis Ernesto Cascarita Tapia | 17 de octubre | 20:00      |            |            |            |            |
| Panamá City FC     | 3 - 3      | Alianza FC II        | Yappy Park                   | 18 de octubre | 20:00      |            |            |            |            |
| CD Plaza Amador II | 4 - 1      | San Martín FC        | COS Sports Plaza             | 19 de octubre | 09:00      |            |            |            |            |
| Total de goles: 22 |            |                      |                              |               |            |            |            |            |            |

| Jornada 15         | Jornada 15 | Jornada 15           | Jornada 15                   | Jornada 15    | Jornada 15 | Jornada 15 | Jornada 15 | Jornada 15 | Jornada 15 |
| ------------------ | ---------- | -------------------- | ---------------------------- | ------------- | ---------- | ---------- | ---------- | ---------- | ---------- |
| Zona Norte         |            |                      |                              |               |            |            |            |            |            |
| Local              | Resultado  | Visitante            | Estadio                      | Fecha         | Hora       | TV         |            |            |            |
| CD Árabe Unido II  | 1 - 0      | Sporting SM II       | Armando Dely Valdés          | 26 de octubre | 14:00      |            |            |            |            |
| Umecit FC II       | 2 - 1      | Champions Academy FC | Futuras Promesas             | 27 de octubre | 09:00      |            |            |            |            |
| Águilas de la U    | 4 - 0      | Inter Panamá CF      | Javier Cruz                  | 27 de octubre | 16:00      |            |            |            |            |
| Zona Sur           |            |                      |                              |               |            |            |            |            |            |
| Local              | Resultado  | Visitante            | Estadio                      | Fecha         | Hora       | TV         |            |            |            |
| Alianza FC II      | 0 - 2      | CD Plaza Amador II   | COS Sports Plaza             | 25 de octubre | 09:00      |            |            |            |            |
| Potros del Este II | 0 - 2      | Panamá City FC       | Luis Ernesto Cascarita Tapia | 25 de octubre | 17:00      |            |            |            |            |
| San Martín FC      | 0 - 2      | Tauro FC II          | Luis Ernesto Cascarita Tapia | 26 de octubre | 17:00      |            |            |            |            |
| Total de goles: 14 |            |                      |                              |               |            |            |            |            |            |

| Jornada 16           | Jornada 16 | Jornada 16         | Jornada 16                   | Jornada 16     | Jornada 16 | Jornada 16 | Jornada 16 | Jornada 16 | Jornada 16 |
| -------------------- | ---------- | ------------------ | ---------------------------- | -------------- | ---------- | ---------- | ---------- | ---------- | ---------- |
| Zona Norte           |            |                    |                              |                |            |            |            |            |            |
| Local                | Resultado  | Visitante          | Estadio                      | Fecha          | Hora       | TV         |            |            |            |
| Sporting SM II       | 1 - 0      | UMECIT FC II       | Los Andes                    | 31 de octubre  | 16:00      |            |            |            |            |
| Champions Academy FC | 1 - 1      | Águilas de la U    | Armando Dely Valdés          | 31 de octubre  | 16:00      |            |            |            |            |
| Inter Panamá CF      | 2 - 3      | CD Árabe Unido II  | Eagles Stadium               | 1 de noviembre | 20:00      |            |            |            |            |
| Zona Sur             |            |                    |                              |                |            |            |            |            |            |
| Local                | Resultado  | Visitante          | Estadio                      | Fecha          | Hora       | TV         |            |            |            |
| Alianza FC II        | 1 - 1      | San Martin FC      | Luis Ernesto Cascarita Tapia | 30 de octubre  | 17:00      |            |            |            |            |
| Tauro FC II          | 1 - 0      | Panamá City FC     | Luis Ernesto Cascarita Tapia | 31 de octubre  | 20:00      |            |            |            |            |
| Potros Del Este II   | 0 - 7      | CD Plaza Amador II | Luis Ernesto Cascarita Tapia | 1 de noviembre | 09:00      |            |            |            |            |
| Total de goles: 18   |            |                    |                              |                |            |            |            |            |            |

## Conferencia Oeste

### Clasificación

#### Zona Norte
| Pos. | Equipo                   | Pts. | PJ | G  | E | P  | GF | GC | Dif. | Notas                                    |
| ---- | ------------------------ | ---- | -- | -- | - | -- | -- | -- | ---- | ---------------------------------------- |
| 1    | C. D. Bocas F. C.        | 34   | 16 | 10 | 4 | 2  | 37 | 7  | +30  | Acceso a las semifinales de conferencia. |
| 2    | Mario Méndez F. C.       | 26   | 16 | 7  | 5 | 4  | 29 | 15 | +14  | Acceso a las semifinales de conferencia. |
| 3    | Veraguas United F. C. II | 23   | 16 | 7  | 2 | 7  | 22 | 23 | −1   |                                          |
| 4    | Universidad Latina       | 14   | 16 | 4  | 2 | 10 | 26 | 29 | −3   |                                          |
| 5    | Los Santos F. C.         | 9    | 16 | 2  | 3 | 11 | 18 | 50 | −32  |                                          |
| 6    | Herrera F. C. "B"        | 5    | 16 | 1  | 2 | 13 | 10 | 64 | −54  | Último lugar.                            |

Actualizado a los partidos jugados el 2 de noviembre de 2024.
 Fuente: Liga Prom, Soccerway.

#### Zona Sur
| Pos. | Equipo                  | Pts. | PJ | G  | E | P | GF | GC | Dif. | Notas                                    |
| ---- | ----------------------- | ---- | -- | -- | - | - | -- | -- | ---- | ---------------------------------------- |
| 1    | S. D. Atlético Nacional | 33   | 16 | 10 | 3 | 3 | 31 | 13 | +18  | Acceso a las semifinales de conferencia. |
| 2    | San Francisco F. C. II  | 30   | 16 | 9  | 3 | 4 | 30 | 26 | +4   | Acceso a las semifinales de conferencia. |
| 3    | Unión Coclé F. C.       | 28   | 16 | 8  | 4 | 4 | 31 | 20 | +11  |                                          |
| 4    | C. A. Independiente II  | 25   | 16 | 7  | 4 | 5 | 42 | 26 | +16  |                                          |
| 5    | Academia Costa del Este | 24   | 16 | 7  | 3 | 6 | 43 | 22 | +21  |                                          |
| 6    | UDELAS F. C.            | 17   | 16 | 4  | 5 | 7 | 22 | 47 | −25  | Último lugar.                            |

Actualizado a los partidos jugados el 2 de noviembre de 2024.
 Fuente: Liga Prom, Soccerway.
Notas:
1. ↑  El partido contra el UDELAS FC le fue dado por perdido 3 a 0 por incumplir el reglamento, artículo 47 (alineación indebida).
2. ↑  El partido contra el San Francisco FC II le fue dado por ganado 3 a 0 por incumplir el reglamento, artículo 47 (alineación indebida).

### Resultados
- Los horarios son correspondientes al tiempo de Ciudad de Panamá (UTC-5).
- Puedes mirar el calendario completo aquí.

| Jornada 1             | Jornada 1 | Jornada 1               | Jornada 1                   | Jornada 1   | Jornada 1 | Jornada 1 | Jornada 1 | Jornada 1 | Jornada 1 |
| --------------------- | --------- | ----------------------- | --------------------------- | ----------- | --------- | --------- | --------- | --------- | --------- |
| Zona Norte            |           |                         |                             |             |           |           |           |           |           |
| Local                 | Resultado | Visitante               | Estadio                     | Fecha       | Hora      | TV        |           |           |           |
| Los Santos FC         | 0 - 0     | Mario Méndez FC         | París                       | 20 de julio | 16:00     |           |           |           |           |
| Bocas FC              | 3 - 0     | Herrera FC II           | Edson Arantes do Nascimento | 20 de julio | 18:00     |           |           |           |           |
| Veraguas United FC II | 1 - 0     | Universidad Latina      | Atalaya                     | 21 de julio | 14:00     |           |           |           |           |
| Zona Sur              |           |                         |                             |             |           |           |           |           |           |
| Local                 | Resultado | Visitante               | Estadio                     | Fecha       | Hora      | TV        |           |           |           |
| SD Atlético Nacional  | 2 - 1     | Academia Costa del Este | Agustín Muquita Sánchez     | 18 de julio | 20:00     |           |           |           |           |
| UDELAS FC             | 0 - 3     | CA Independiente II     | Javier Cruz                 | 19 de julio | 20:00     |           |           |           |           |
| Unión Coclé FC        | 3 - 1     | San Francisco FC II     | Virgilio Tejeira            | 20 de julio | 09:00     |           |           |           |           |
| Total de goles: 14    |           |                         |                             |             |           |           |           |           |           |

| Jornada 2               | Jornada 2 | Jornada 2            | Jornada 2               | Jornada 2   | Jornada 2 | Jornada 2 | Jornada 2 | Jornada 2 | Jornada 2 |
| ----------------------- | --------- | -------------------- | ----------------------- | ----------- | --------- | --------- | --------- | --------- | --------- |
| Zona Norte              |           |                      |                         |             |           |           |           |           |           |
| Local                   | Resultado | Visitante            | Estadio                 | Fecha       | Hora      | TV        |           |           |           |
| Universidad Latina      | 0 - 1     | Mario Méndez FC      | Virgilio Tejeira        | 27 de julio | 09:00     |           |           |           |           |
| Los Santos FC           | 3 - 0     | Herrera FC II        | París                   | 27 de julio | 16:00     |           |           |           |           |
| Veraguas United FC II   | 2 - 1     | Bocas FC             | Atalaya                 | 27 de julio | 16:00     |           |           |           |           |
| Zona Sur                |           |                      |                         |             |           |           |           |           |           |
| Local                   | Resultado | Visitante            | Estadio                 | Fecha       | Hora      | TV        |           |           |           |
| CA Independiente II     | 4 - 2     | Unión Coclé FC       | Agustín Muquita Sánchez | 25 de julio | 20:00     |           |           |           |           |
| San Francisco FC II     | 2 - 3     | SD Atlético Nacional | Agustín Muquita Sánchez | 27 de julio | 17:00     |           |           |           |           |
| Academia Costa del Este | 1 - 1     | UDELAS FC            | Javier Cruz             | 27 de julio | 09:00     |           |           |           |           |
| Total de goles: 20      |           |                      |                         |             |           |           |           |           |           |

| Jornada 3             | Jornada 3 | Jornada 3               | Jornada 3               | Jornada 3   | Jornada 3 | Jornada 3 | Jornada 3 | Jornada 3 | Jornada 3 |
| --------------------- | --------- | ----------------------- | ----------------------- | ----------- | --------- | --------- | --------- | --------- | --------- |
| Zona Norte            |           |                         |                         |             |           |           |           |           |           |
| Local                 | Resultado | Visitante               | Estadio                 | Fecha       | Hora      | TV        |           |           |           |
| Mario Méndez FC       | 0 - 0     | Bocas FC                | San Cristóbal           | 2 de agosto | 20:00     |           |           |           |           |
| Universidad Latina    | 4 - 1     | Los Santos FC           | Virgilio Tejeira        | 3 de agosto | 09:00     |           |           |           |           |
| Veraguas United FC II | 4 - 2     | Herrera FC II           | Atalaya                 | 3 de agosto | 16:00     |           |           |           |           |
| Zona Sur              |           |                         |                         |             |           |           |           |           |           |
| Local                 | Resultado | Visitante               | Estadio                 | Fecha       | Hora      | TV        |           |           |           |
| SD Atlético Nacional  | 2 - 0     | Unión Coclé FC          | Agustín Muquita Sánchez | 1 de agosto | 17:00     |           |           |           |           |
| CA Independiente II   | 4 - 1     | Academia Costa del Este | Agustín Muquita Sánchez | 3 de agosto | 16:00     |           |           |           |           |
| UDELAS FC             | 3 - 0     | San Francisco FC        | Javier Cruz             | 3 de agosto | 16:00     |           |           |           |           |
| Total de goles: 21    |           |                         |                         |             |           |           |           |           |           |

| Jornada 4           | Jornada 4 | Jornada 4               | Jornada 4                   | Jornada 4    | Jornada 4 | Jornada 4 | Jornada 4 | Jornada 4 | Jornada 4 |
| ------------------- | --------- | ----------------------- | --------------------------- | ------------ | --------- | --------- | --------- | --------- | --------- |
| Zona Norte          |           |                         |                             |              |           |           |           |           |           |
| Local               | Resultado | Visitante               | Estadio                     | Fecha        | Hora      | TV        |           |           |           |
| Los Santos FC       | 1 - 1     | Veraguas United FC II   | París                       | 10 de agosto | 16:00     |           |           |           |           |
| Herrera FC II       | 1 - 8     | Mario Méndez FC         | Parita                      | 10 de agosto | 16:00     |           |           |           |           |
| Bocas FC            | 3 - 0     | Universidad Latina      | Edson Arantes do Nascimento | 10 de agosto | 18:00     |           |           |           |           |
| Zona Sur            |           |                         |                             |              |           |           |           |           |           |
| Local               | Resultado | Visitante               | Estadio                     | Fecha        | Hora      | TV        |           |           |           |
| San Francisco FC II | 2 - 2     | CA Independiente II     | Los Andes                   | 9 de agosto  | 17:00     |           |           |           |           |
| UDELAS FC           | 2 - 1     | SD Atlético Nacional    | Javier Cruz                 | 10 de agosto | 16:00     |           |           |           |           |
| Unión Coclé FC      | 2 - 1     | Academia Costa del Este | Virgilio Tejeira            | 11 de agosto | 09:00     |           |           |           |           |
| Total de goles: 24  |           |                         |                             |              |           |           |           |           |           |

| Jornada 5           | Jornada 5 | Jornada 5               | Jornada 5                   | Jornada 5    | Jornada 5 | Jornada 5 | Jornada 5 | Jornada 5 | Jornada 5 |
| ------------------- | --------- | ----------------------- | --------------------------- | ------------ | --------- | --------- | --------- | --------- | --------- |
| Zona Norte          |           |                         |                             |              |           |           |           |           |           |
| Local               | Resultado | Visitante               | Estadio                     | Fecha        | Hora      | TV        |           |           |           |
| Mario Méndez FC     | 2 - 0     | Veraguas United FC II   | San Cristóbal               | 16 de agosto | 20:00     |           |           |           |           |
| Herrera FC II       | 1 - 0     | Universidad Latina      | Parita                      | 17 de agosto | 16:00     |           |           |           |           |
| Bocas FC            | 5 - 0     | Los Santos FC           | Edson Arantes do Nascimento | 17 de agosto | 18:00     |           |           |           |           |
| Zona Sur            |           |                         |                             |              |           |           |           |           |           |
| Local               | Resultado | Visitante               | Estadio                     | Fecha        | Hora      | TV        |           |           |           |
| CA Independiente II | 0 - 0     | SD Atlético Nacional    | Agustín Muquita Sánchez     | 15 de agosto | 20:00     |           |           |           |           |
| San Francisco FC II | 1 - 1     | Academia Costa del Este | Agustín Muquita Sánchez     | 16 de agosto | 17:00     |           |           |           |           |
| Unión Coclé FC      | 2 - 2     | UDELAS FC               | Virgilio Tejeira            | 18 de agosto | 09:00     |           |           |           |           |
| Total de goles: 14  |           |                         |                             |              |           |           |           |           |           |

| Jornada 6             | Jornada 6 | Jornada 6               | Jornada 6                   | Jornada 6    | Jornada 6 | Jornada 6 | Jornada 6 | Jornada 6 | Jornada 6 |
| --------------------- | --------- | ----------------------- | --------------------------- | ------------ | --------- | --------- | --------- | --------- | --------- |
| Interzona             |           |                         |                             |              |           |           |           |           |           |
| Local                 | Resultado | Visitante               | Estadio                     | Fecha        | Hora      | TV        |           |           |           |
| UDELAS FC             | 0 - 0     | Mario Méndez FC         | Javier Cruz                 | 23 de agosto | 20:00     |           |           |           |           |
| Veraguas United FC II | 0 - 1     | SD Atlético Nacional    | Atalaya                     | 24 de agosto | 09:00     |           |           |           |           |
| Universidad Latina    | 1 - 2     | San Francisco FC        | Virgilio Tejeira            | 24 de agosto | 09:00     |           |           |           |           |
| Los Santos FC         | 4 - 4     | CA Independiente II     | París                       | 24 de agosto | 16:00     |           |           |           |           |
| Bocas FC              | 3 - 1     | Academia Costa del Este | Edson Arantes do Nascimento | 24 de agosto | 18:00     |           |           |           |           |
| Unión Coclé FC        | 0 - 0     | Herrera FC II           | Virgilio Tejeira            | 25 de agosto | 14:00     |           |           |           |           |
| Total de goles: 16    |           |                         |                             |              |           |           |           |           |           |

| Jornada 7               | Jornada 7 | Jornada 7             | Jornada 7                   | Jornada 7       | Jornada 7 | Jornada 7 | Jornada 7 | Jornada 7 | Jornada 7 |
| ----------------------- | --------- | --------------------- | --------------------------- | --------------- | --------- | --------- | --------- | --------- | --------- |
| Interzona               |           |                       |                             |                 |           |           |           |           |           |
| Local                   | Resultado | Visitante             | Estadio                     | Fecha           | Hora      | TV        |           |           |           |
| San Francisco FC II     | 4 - 4     | Mario Méndez FC       | Agustín Muquita Sánchez     | 29 de agosto    | 20:00     |           |           |           |           |
| CA Independiente II     | 4 - 1     | Veraguas United FC II | Agustín Muquita Sánchez     | 30 de agosto    | 17:00     |           |           |           |           |
| Academia Costa del Este | 1 - 0     | Universidad Latina    | COS Sports Plaza            | 31 de agosto    | 09:00     |           |           |           |           |
| Los Santos FC           | 1 - 4     | Unión Coclé FC        | París                       | 31 de agosto    | 16:00     |           |           |           |           |
| Bocas FC                | 0 - 0     | SD Atlético Nacional  | Edson Arantes do Nascimento | 31 de agosto    | 18:00     |           |           |           |           |
| Herrera FC II           | 3 - 5     | UDELAS FC             | Gustavo Posam               | 1 de septiembre | 14:00     |           |           |           |           |
| Total de goles: 27      |           |                       |                             |                 |           |           |           |           |           |

| Jornada 8               | Jornada 8 | Jornada 8           | Jornada 8               | Jornada 8       | Jornada 8 | Jornada 8 | Jornada 8 | Jornada 8 | Jornada 8 |
| ----------------------- | --------- | ------------------- | ----------------------- | --------------- | --------- | --------- | --------- | --------- | --------- |
| Interzona               |           |                     |                         |                 |           |           |           |           |           |
| Local                   | Resultado | Visitante           | Estadio                 | Fecha           | Hora      | TV        |           |           |           |
| SD Atlético Nacional    | 2 - 2     | Universidad Latina  | Agustín Muquita Sánchez | 4 de septiembre | 20:00     |           |           |           |           |
| Veraguas United FC II   | 0 - 1     | San Francisco FC II | Rafael Rodríguez        | 6 de septiembre | 17:00     |           |           |           |           |
| Mario Méndez FC         | 0 - 0     | Unión Coclé FC      | San Cristóbal           | 6 de septiembre | 20:00     |           |           |           |           |
| UDELAS FC               | 1 - 1     | Bocas FC            | Javier Cruz             | 6 de septiembre | 20:00     |           |           |           |           |
| Academia Costa del Este | 7 - 0     | Los Santos FC       | COS Sports Plaza        | 7 de septiembre | 09:00     |           |           |           |           |
| CA Independiente II     | 7 - 0     | Herrera FC II       | Agustín Muquita Sánchez | 7 de septiembre | 16:00     |           |           |           |           |
| Total de goles: 21      |           |                     |                         |                 |           |           |           |           |           |

| Jornada 9            | Jornada 9 | Jornada 9               | Jornada 9               | Jornada 9        | Jornada 9 | Jornada 9 | Jornada 9 | Jornada 9 | Jornada 9 |
| -------------------- | --------- | ----------------------- | ----------------------- | ---------------- | --------- | --------- | --------- | --------- | --------- |
| Interzona            |           |                         |                         |                  |           |           |           |           |           |
| Local                | Resultado | Visitante               | Estadio                 | Fecha            | Hora      | TV        |           |           |           |
| SD Atlético Nacional | 5 - 0     | Herrera FC II           | Agustín Muquita Sánchez | 12 de septiembre | 20:00     |           |           |           |           |
| San Francisco FC II  | 2 - 1     | Los Santos FC           | Agustín Muquita Sánchez | 13 de septiembre | 17:00     |           |           |           |           |
| Mario Méndez FC      | 0 - 2     | Academia Costa del Este | San Cristóbal           | 13 de septiembre | 20:00     |           |           |           |           |
| Unión Coclé FC       | 3 - 0     | Universidad Latina      | Virgilio Tejeira        | 14 de septiembre | 14:00     |           |           |           |           |
| Veraguas United FC   | 2 - 2     | UDELAS FC               | Rafael Rodríguez        | 14 de septiembre | 16:00     |           |           |           |           |
| CA Independiente II  | 1 - 0     | Bocas FC                | Agustín Muquita Sánchez | 14 de septiembre | 16:00     |           |           |           |           |
| Total de goles: 18   |           |                         |                         |                  |           |           |           |           |           |

| Jornada 10              | Jornada 10 | Jornada 10            | Jornada 10                  | Jornada 10       | Jornada 10 | Jornada 10 | Jornada 10 | Jornada 10 | Jornada 10 |
| ----------------------- | ---------- | --------------------- | --------------------------- | ---------------- | ---------- | ---------- | ---------- | ---------- | ---------- |
| Interzona               |            |                       |                             |                  |            |            |            |            |            |
| Local                   | Resultado  | Visitante             | Estadio                     | Fecha            | Hora       | TV         |            |            |            |
| SD Atlético Nacional    | 2 - 1      | Mario Méndez FC       | Agustín Muquita Sánchez     | 20 de septiembre | 17:00      |            |            |            |            |
| Academia Costa del Este | 3 - 0      | Veraguas United FC II | COS Sports Plaza            | 21 de septiembre | 09:00      |            |            |            |            |
| Universidad Latina      | 3 - 3      | CA Independiente II   | Virgilio Tejeira            | 21 de septiembre | 09:00      |            |            |            |            |
| Herrera FC II           | 0 - 1      | San Francisco FC II   | Gustavo Posam               | 21 de septiembre | 16:00      |            |            |            |            |
| UDELAS FC               | 2 - 1      | Los Santos FC         | Javier Cruz                 | 21 de septiembre | 16:00      |            |            |            |            |
| Bocas FC                | 1 - 0      | Unión Coclé FC        | Edson Arantes Do Nascimento | 21 de septiembre | 18:00      |            |            |            |            |
| Total de goles: 17      |            |                       |                             |                  |            |            |            |            |            |

| Jornada 11          | Jornada 11 | Jornada 11              | Jornada 11              | Jornada 11       | Jornada 11 | Jornada 11 | Jornada 11 | Jornada 11 | Jornada 11 |
| ------------------- | ---------- | ----------------------- | ----------------------- | ---------------- | ---------- | ---------- | ---------- | ---------- | ---------- |
| Interzona           |            |                         |                         |                  |            |            |            |            |            |
| Local               | Resultado  | Visitante               | Estadio                 | Fecha            | Hora       | TV         |            |            |            |
| San Francisco FC II | 0 - 4      | Bocas FC                | Agustín Muquita Sánchez | 27 de septiembre | 17:00      |            |            |            |            |
| Mario Méndez FC     | 2 - 1      | CA Independiente II     | San Cristóbal           | 27 de septiembre | 20:00      |            |            |            |            |
| Universidad Latina  | 2 - 0      | UDELAS FC               | Virgilio Tejeira        | 28 de septiembre | 09:00      |            |            |            |            |
| Herrera FC II       | 1 - 7      | Academia Costa del Este | Gustavo Posam           | 28 de septiembre | 16:00      |            |            |            |            |
| Los Santos FC       | 0 - 4      | SD Atlético Nacional    | París                   | 28 de septiembre | 16:00      |            |            |            |            |
| Unión Coclé FC      | 2 - 1      | Veraguas United FC II   | Virgilio Tejeira        | 29 de septiembre | 09:00      |            |            |            |            |
| Total de goles: 24  |            |                         |                         |                  |            |            |            |            |            |

| Jornada 12              | Jornada 12 | Jornada 12            | Jornada 12              | Jornada 12   | Jornada 12 | Jornada 12 | Jornada 12 | Jornada 12 | Jornada 12 |
| ----------------------- | ---------- | --------------------- | ----------------------- | ------------ | ---------- | ---------- | ---------- | ---------- | ---------- |
| Zona Norte              |            |                       |                         |              |            |            |            |            |            |
| Local                   | Resultado  | Visitante             | Estadio                 | Fecha        | Hora       | TV         |            |            |            |
| Mario Méndez FC         | 2 - 1      | Los Santos FC         | San Cristóbal           | 4 de octubre | 20:00      |            |            |            |            |
| Universidad Latina      | 0 - 2      | Veraguas United FC II | Virgilio Tejeira        | 5 de octubre | 09:00      |            |            |            |            |
| Herrera FC II           | 1 - 1      | Bocas FC              | Gustavo Posam           | 5 de octubre | 16:00      |            |            |            |            |
| Zona Sur                |            |                       |                         |              |            |            |            |            |            |
| Local                   | Resultado  | Visitante             | Estadio                 | Fecha        | Hora       | TV         |            |            |            |
| San Francisco FC II     | 4 - 1      | Unión Coclé FC        | Agustín Muquita Sánchez | 4 de octubre | 17:00      |            |            |            |            |
| Academia Costa del Este | 1 - 2      | SD Atlético Nacional  | Javier Cruz             | 5 de octubre | 09:00      |            |            |            |            |
| CA Independiente II     | 5 - 1      | UDELAS FC             | Agustín Muquita Sánchez | 5 de octubre | 18:00      |            |            |            |            |
| Total de goles: 21      |            |                       |                         |              |            |            |            |            |            |

| Jornada 13              | Jornada 13 | Jornada 13            | Jornada 13                  | Jornada 13    | Jornada 13 | Jornada 13 | Jornada 13 | Jornada 13 | Jornada 13 |
| ----------------------- | ---------- | --------------------- | --------------------------- | ------------- | ---------- | ---------- | ---------- | ---------- | ---------- |
| Zona Norte              |            |                       |                             |               |            |            |            |            |            |
| Local                   | Resultado  | Visitante             | Estadio                     | Fecha         | Hora       | TV         |            |            |            |
| Herrera FC II           | 0 - 2      | Veraguas United FC II | Gustavo Posam               | 12 de octubre | 09:00      |            |            |            |            |
| Los Santos FC           | 1 - 4      | Universidad Latina    | París                       | 12 de octubre | 16:00      |            |            |            |            |
| Bocas FC                | 1 - 0      | Mario Méndez FC       | Edson Arantes Do Nascimento | 12 de octubre | 18:00      |            |            |            |            |
| Zona Sur                |            |                       |                             |               |            |            |            |            |            |
| Local                   | Resultado  | Visitante             | Estadio                     | Fecha         | Hora       | TV         |            |            |            |
| Academia Costa del Este | 3 - 1      | CA Independiente II   | COS Sports Plaza            | 12 de octubre | 09:00      |            |            |            |            |
| Unión Coclé FC          | 1 - 0      | SD Atlético Nacional  | Virgilio Tejeira            | 12 de octubre | 09:00      |            |            |            |            |
| San Francisco FC II     | 4 - 1      | UDELAS FC             | Agustín Muquita Sánchez     | 12 de octubre | 16:00      |            |            |            |            |
| Total de goles: 18      |            |                       |                             |               |            |            |            |            |            |

| Jornada 14           | Jornada 14 | Jornada 14              | Jornada 14                  | Jornada 14    | Jornada 14 | Jornada 14 | Jornada 14 | Jornada 14 | Jornada 14 |
| -------------------- | ---------- | ----------------------- | --------------------------- | ------------- | ---------- | ---------- | ---------- | ---------- | ---------- |
| Zona Norte           |            |                         |                             |               |            |            |            |            |            |
| Local                | Resultado  | Visitante               | Estadio                     | Fecha         | Hora       | TV         |            |            |            |
| Mario Méndez FC      | 2 - 1      | Universidad Latina      | San Cristóbal               | 18 de octubre | 20:00      |            |            |            |            |
| Herrera FC II        | 0 - 4      | Los Santos FC           | Gustavo Posam               | 19 de octubre | 16:00      |            |            |            |            |
| Bocas FC             | 3 - 0      | Veraguas United FC II   | Edson Arantes Do Nascimento | 19 de octubre | 18:00      |            |            |            |            |
| Zona Sur             |            |                         |                             |               |            |            |            |            |            |
| Local                | Resultado  | Visitante               | Estadio                     | Fecha         | Hora       | TV         |            |            |            |
| SD Atlético Nacional | 0 - 1      | San Francisco FC II     | Agustín Muquita Sánchez     | 17 de octubre | 20:00      |            |            |            |            |
| UDELAS FC            | 1 - 10     | Academia Costa del Este | Javier Cruz                 | 18 de octubre | 20:00      |            |            |            |            |
| Unión Coclé FC       | 1 - 0      | CA Independiente II     | Virgilio Tejeira            | 19 de octubre | 14:00      |            |            |            |            |
| Total de goles: 23   |            |                         |                             |               |            |            |            |            |            |

| Jornada 15              | Jornada 15 | Jornada 15          | Jornada 15              | Jornada 15    | Jornada 15 | Jornada 15 | Jornada 15 | Jornada 15 | Jornada 15 |
| ----------------------- | ---------- | ------------------- | ----------------------- | ------------- | ---------- | ---------- | ---------- | ---------- | ---------- |
| Zona Norte              |            |                     |                         |               |            |            |            |            |            |
| Local                   | Resultado  | Visitante           | Estadio                 | Fecha         | Hora       | TV         |            |            |            |
| Veraguas United FC      | 4 - 0      | Los Santos FC       | Rafael Rodríguez        | 25 de octubre | 17:00      |            |            |            |            |
| Mario Méndez FC         | 6 - 0      | Herrera FC II       | San Cristóbal           | 25 de octubre | 17:00      |            |            |            |            |
| Universidad Latina      | 1 - 5      | Bocas FC            | Virgilio Tejeira        | 26 de octubre | 09:00      |            |            |            |            |
| Zona Sur                |            |                     |                         |               |            |            |            |            |            |
| Local                   | Resultado  | Visitante           | Estadio                 | Fecha         | Hora       | TV         |            |            |            |
| SD Atlético Nacional    | 4 - 0      | UDELAS FC           | Agustín Muquita Sánchez | 24 de octubre | 20:00      |            |            |            |            |
| CA Independiente II     | 1 - 3      | San Francisco FC II | Agustín Muquita Sánchez | 25 de octubre | 17:00      |            |            |            |            |
| Academia Costa del Este | 2 - 2      | Unión Coclé FC      | COS Sports Plaza        | 26 de octubre | 09:00      |            |            |            |            |
| Total de goles: 28      |            |                     |                         |               |            |            |            |            |            |

| Jornada 16              | Jornada 16 | Jornada 16          | Jornada 16              | Jornada 16     | Jornada 16 | Jornada 16 | Jornada 16 | Jornada 16 | Jornada 16 |
| ----------------------- | ---------- | ------------------- | ----------------------- | -------------- | ---------- | ---------- | ---------- | ---------- | ---------- |
| Zona Norte              |            |                     |                         |                |            |            |            |            |            |
| Local                   | Resultado  | Visitante           | Estadio                 | Fecha          | Hora       | TV         |            |            |            |
| Universidad Latina      | 8 - 1      | Herrera FC II       | Virgilio Tejeira        | 2 de noviembre | 09:00      |            |            |            |            |
| Los Santos FC           | 0 - 6      | Bocas FC            | París                   | 2 de noviembre | 16:00      |            |            |            |            |
| Veraguas United FC II   | 2 - 1      | Mario Méndez FC     | Rafael Rodríguez        | 2 de noviembre | 16:00      |            |            |            |            |
| Zona Sur                |            |                     |                         |                |            |            |            |            |            |
| Local                   | Resultado  | Visitante           | Estadio                 | Fecha          | Hora       | TV         |            |            |            |
| UDELAS FC               | 1 - 8      | Unión Coclé FC      | Agustín Muquita Sánchez | 31 de octubre  | 20:00      |            |            |            |            |
| Academia Costa del Este | 1 - 2      | San Francisco FC II | COS Sport Plaza         | 2 de noviembre | 09:00      |            |            |            |            |
| SD Atlético Nacional    | 3 - 2      | CA Independiente II | Agustín Muquita Sánchez | 2 de noviembre | 09:00      |            |            |            |            |
| Total de goles: 35      |            |                     |                         |                |            |            |            |            |            |

## Fase Final
|  | Semifinales de Conferencia                 | Semifinales de Conferencia                 | Semifinales de Conferencia                 | Semifinales de Conferencia                 | Semifinales de Conferencia                 |   |        | Finales de Conferencia | Finales de Conferencia | Finales de Conferencia |  |      | Final Clausura        | Final Clausura  | Final Clausura  |  |
|  | 7, 8 y 9 de noviembre 12 y 13 de noviembre | 7, 8 y 9 de noviembre 12 y 13 de noviembre | 7, 8 y 9 de noviembre 12 y 13 de noviembre | 7, 8 y 9 de noviembre 12 y 13 de noviembre | 7, 8 y 9 de noviembre 12 y 13 de noviembre |   |        | 19 y 20 de noviembre   | 19 y 20 de noviembre   | 19 y 20 de noviembre   |  |      | 24 de noviembre       | 24 de noviembre | 24 de noviembre |  |
|  |                                            |                                            |                                            |                                            |                                            |   |        |                        |                        |                        |  |      |                       |                 |                 |  |
|  |                                            |                                            |                                            |                                            |                                            |   |        |                        |                        |                        |  |      |                       |                 |                 |  |
|  | 1°N(E)                                     | Sporting S. M. II                          | 1                                          | 0                                          | 1                                          |   |        |                        |                        |                        |  |      |                       |                 |                 |  |
|  | 1°N(E)                                     | Sporting S. M. II                          | 1                                          | 0                                          | 1                                          |   |        |                        |                        |                        |  |      |                       |                 |                 |  |
|  | 2°S(E)                                     | Tauro F. C. II                             | 0                                          | 0                                          | 0                                          |   |        |                        |                        |                        |  |      |                       |                 |                 |  |
|  | 2°S(E)                                     | Tauro F. C. II                             | 0                                          | 0                                          | 0                                          |   | 1°N(E) | Sporting S. M. II      | 2                      |                        |  |      |                       |                 |                 |  |
|  |                                            |                                            |                                            |                                            |                                            |   | 1°N(E) | Sporting S. M. II      | 2                      |                        |  |      |                       |                 |                 |  |
|  |                                            |                                            | 1°S(E)                                     | C. D. Plaza Amador II                      | 4                                          |   |        |                        |                        |                        |  |      |                       |                 |                 |  |
|  | 1°S(E)                                     | C. D. Plaza Amador II                      | 1°S(E)                                     | C. D. Plaza Amador II                      | 4                                          | 0 | 7      | 7                      |                        |                        |  |      |                       |                 |                 |  |
|  | 1°S(E)                                     | C. D. Plaza Amador II                      |                                            |                                            |                                            |   |        | 7                      |                        |                        |  |      |                       |                 |                 |  |
|  | 2°N(E)                                     | Umecit F. C. Promesas                      | 0                                          | 1                                          | 1                                          |   |        |                        |                        |                        |  |      |                       |                 |                 |  |
|  | 2°N(E)                                     | Umecit F. C. Promesas                      | 0                                          | 1                                          | 1                                          |   |        |                        |                        |                        |  | C(E) | C. D. Plaza Amador II | 2               |                 |  |
|  |                                            |                                            |                                            |                                            |                                            |   |        |                        |                        |                        |  | C(E) | C. D. Plaza Amador II | 2               |                 |  |
|  |                                            |                                            | C(O)                                       | San Francisco F. C. II                     | 1                                          |   |        |                        |                        |                        |  |      |                       |                 |                 |  |
|  | 1°N(O)                                     | C. D. Bocas F. C.                          | C(O)                                       | San Francisco F. C. II                     | 1                                          | 2 | 0      | 2                      |                        |                        |  |      |                       |                 |                 |  |
|  | 1°N(O)                                     | C. D. Bocas F. C.                          |                                            |                                            |                                            |   |        | 2                      |                        |                        |  |      |                       |                 |                 |  |
|  | 2°S(O)                                     | San Francisco F. C. II                     | 1                                          | 2                                          | 3                                          |   |        |                        |                        |                        |  |      |                       |                 |                 |  |
|  | 2°S(O)                                     | San Francisco F. C. II                     | 1                                          | 2                                          | 3                                          |   | 2°S(O) | San Francisco F. C. II | 2                      |                        |  |      |                       |                 |                 |  |
|  |                                            |                                            |                                            |                                            |                                            |   | 2°S(O) | San Francisco F. C. II | 2                      |                        |  |      |                       |                 |                 |  |
|  |                                            |                                            | 2°N(O)                                     | Mario Méndez F. C.                         | 0                                          |   |        |                        |                        |                        |  |      |                       |                 |                 |  |
|  | 1°S(O)                                     | S. D. Atlético Nacional                    | 2°N(O)                                     | Mario Méndez F. C.                         | 0                                          | 0 | 1      | 1 (2 p.)               |                        |                        |  |      |                       |                 |                 |  |
|  | 1°S(O)                                     | S. D. Atlético Nacional                    |                                            |                                            |                                            |   |        | 1 (2 p.)               |                        |                        |  |      |                       |                 |                 |  |
|  | 2°N(O)                                     | Mario Méndez F. C.                         | 0                                          | 1                                          | 1 (3 p.)                                   |   |        |                        |                        |                        |  |      |                       |                 |                 |  |
|  | 2°N(O)                                     | Mario Méndez F. C.                         | 0                                          | 1                                          | 1 (3 p.)                                   |   |        |                        |                        |                        |  |      |                       |                 |                 |  |
|  |                                            |                                            |                                            |                                            |                                            |   |        |                        |                        |                        |  |      |                       |                 |                 |  |

### Semifinales de Conferencia

#### Conferencia Este

##### Sporting S. M. II - Tauro F. C. II
| Ida; 8 de noviembre de 2024; 17:00 | Tauro FC II | 0:1 | Sporting SM II  | Estadio Luis Ernesto Cascarita Tapia, Juan Díaz, Panamá |             |
|                                    |             |     | 22' J. Valencia | Árbitro(s):                                             | Árbitro(s): |

| Vuelta; 12 de noviembre de 2024; 20:00 | Sporting SM II | 0:0 (Global 1:0) | Tauro FC II | Estadio Los Andes, San Miguelito, Panamá |  |
|                                        |                |                  |             | Árbitro(s):                              |  |

##### C. D. Plaza Amador II - UMECIT F. C. II
| Ida; 9 de noviembre de 2024; 16:00 | UMECIT F. C. II | 0:0 | C. D. Plaza Amador II | Campo Futuras Promesas, Ciudad de Panamá, Panamá |  |
|                                    |                 |     |                       | Árbitro(s):                                      |  |

| Vuelta; 13 de noviembre de 2024; 20:00 | C. D. Plaza Amador II                                                                                                 | 7:1 (Global 7:1) | UMECIT F. C. II | COS Sports Plaza, Ciudad de Panamá, Panamá |             |
|                                        | J. Magallón 3' · Juan Esquivel 27' · K. Walder 38' · Adier Ruíz 69' · J. Pierre 79' · M. Jiménez 80' · A. Guevara 84' |                  | 86' B. Bulgin   | Árbitro(s):                                | Árbitro(s): |

#### Conferencia Oeste

##### C. D. Bocas. F. C - San Francisco F. C. II
| Ida; 7 de noviembre de 2024; 20:00 | San Francisco F. C. II | 1:2 (0:0) | CD Bocas | Estadio Agustín Muquita Sánchez, La Chorrera, Panamá Oeste |             |
|                                    | K. Bonilla             |           | R. Gómez | Árbitro(s):                                                | Árbitro(s): |

| Vuelta; 12 de noviembre de 2024; 18:00 | CD Bocas | 0:2 (0:1) (Global 2:3) | San Francisco F. C. II | Estadio Edson Arantes "Pelé", El Empalme, Bocas del Toro |             |
|                                        |          |                        | K. Bonilla             | Árbitro(s):                                              | Árbitro(s): |

##### S. D. Atlético Nacional - Mario Méndez F. C.
| Ida; 8 de noviembre de 2024; 20:00 | Mario Méndez FC | 0:0 | S. D. Atlético Nacional | Estadio San Cristóbal, David, Chiriquí |  |
|                                    |                 |     |                         | Árbitro(s):                            |  |

| Vuelta; 13 de noviembre de 2024; 20:00 | S. D. Atlético Nacional | 1:1 (t. s.)(2:3 p.)(Global 1:1) | Mario Méndez FC | Estadio Agustín Muquita Sánchez, La Chorrera, Panamá Oeste |             |
|                                        | C. Velásquez 52'        |                                 | 30' J. Luna     | Árbitro(s):                                                | Árbitro(s): |

### Finales de Conferencia

#### Conferencia Este

##### C. D. Plaza Amador II - Sporting S. M. II
| Final de Conferencia; 20 de noviembre de 2024; 20:00 | C. D. Plaza Amador II                                                   | 4:2 (2:1) | Sporting SM II                         | Yappy Park, San Miguelito, Panamá |             |
|                                                      | J. Taivez 20' · K. Walder 39' (p) · J. Jones 72' (p) · M. Jiménez 90+4' |           | A. Hendricks 16' (p) · F. Mc Clean 57' | Árbitro(s):                       | Árbitro(s): |

#### Conferencia Oeste

##### San Francisco F. C. II - Mario Méndez F. C.
| Final de Conferencia; 19 de noviembre de 2024; 21:05 | San Francisco F. C. II               | 2:0 (1:0) | Mario Méndez FC | Estadio Rafael Rodríguez, Atalaya, Veraguas |             |
|                                                      | E. Rodríguez 45+2' · N. Ortega 90+1' |           |                 | Árbitro(s):                                 | Árbitro(s): |

### Final

##### C. D. Plaza Amador II - San Francisco F. C. II
| Final de Torneo; 24 de noviembre de 2024; 17:00 | C. D. Plaza Amador II | 2 : 1 | San Francisco F. C. II | Yappy Park, San Miguelito, Panamá |  |
|                                                 |                       |       |                        | Árbitro(s):                       |  |

## Tabla General

### Tabla Acumulada de la temporada 2024
| Pos. | Equipo                    | Pts. | PJ | G  | E  | P  | GF | GC | Dif. | Clasificación 2024             |
| ---- | ------------------------- | ---- | -- | -- | -- | -- | -- | -- | ---- | ------------------------------ |
| 1    | C.D. Bocas F.C.           | 71   | 32 | 21 | 8  | 3  | 70 | 15 | +55  | Líder de la temporada          |
| 2    | Sporting SM II (A)        | 68   | 32 | 20 | 8  | 4  | 65 | 34 | +31  | Acceso a Superfinal de Ascenso |
| 3    | C. D. Plaza Amador II (C) | 59   | 32 | 17 | 8  | 7  | 76 | 45 | +31  | Acceso a Superfinal de Ascenso |
| 4    | Panama City F. C.         | 59   | 32 | 16 | 11 | 5  | 51 | 28 | +23  |                                |
| 5    | S. D. Atlético Nacional   | 57   | 32 | 15 | 12 | 5  | 58 | 30 | +28  |                                |
| 6    | San Francisco F. C. II    | 57   | 32 | 17 | 6  | 9  | 52 | 42 | +10  |                                |
| 7    | Ac. Costa del Este        | 51   | 32 | 15 | 6  | 11 | 72 | 44 | +28  |                                |
| 8    | Tauro F. C. II            | 50   | 32 | 14 | 8  | 10 | 42 | 41 | +1   |                                |
| 9    | Águilas de la U.          | 48   | 32 | 14 | 6  | 12 | 51 | 43 | +8   |                                |
| 10   | Unión Coclé F. C.         | 48   | 32 | 14 | 6  | 12 | 51 | 48 | +3   |                                |
| 11   | Umecit F. C. II           | 48   | 32 | 14 | 6  | 12 | 54 | 56 | −2   |                                |
| 12   | C. A. Independiente II    | 47   | 32 | 12 | 11 | 9  | 59 | 42 | +17  |                                |
| 13   | Champions FC Academy      | 47   | 32 | 13 | 8  | 11 | 49 | 37 | +12  |                                |
| 14   | Mario Méndez F. C.        | 47   | 32 | 12 | 11 | 9  | 49 | 38 | +11  |                                |
| 15   | Udelas F. C.              | 45   | 32 | 12 | 9  | 11 | 53 | 69 | −16  |                                |
| 16   | C. D. Árabe Unido II      | 42   | 32 | 12 | 6  | 14 | 34 | 38 | −4   |                                |
| 17   | Inter Panamá CF           | 38   | 32 | 10 | 8  | 14 | 36 | 47 | −11  | Desciende.                     |
| 18   | Veraguas United F.C. II   | 36   | 32 | 10 | 6  | 16 | 43 | 52 | −9   |                                |
| 19   | Universidad Latina        | 33   | 32 | 10 | 3  | 19 | 53 | 61 | −8   |                                |
| 20   | Potros del Este II        | 26   | 32 | 6  | 8  | 18 | 30 | 59 | −29  |                                |
| 21   | San Martín F. C.          | 25   | 32 | 6  | 7  | 19 | 44 | 71 | −27  |                                |
| 22   | Alianza F. C. II          | 20   | 32 | 4  | 8  | 20 | 35 | 68 | −33  |                                |
| 23   | Herrera F. C. II          | 20   | 32 | 4  | 8  | 20 | 26 | 89 | −63  |                                |
| 24   | Los Santos F.C.           | 18   | 32 | 4  | 6  | 22 | 34 | 91 | −57  | Desciende.                     |

 Fuente: Liga Prom